# Ілунга Макабу
Ілунга Макабу (фр. Ilunga Makabu; 8 листопада 1987, Кананга) — конголезький професійний боксер, чемпіон світу за версією WBC (2020—2023) у першій важкій вазі.

## Професіональна кар'єра
Ілунга Макабу дебютував на профірингу у віці 20 років, зазнавши у першому поєдинку поразки технічним нокаутом вже на 29-ій секунді бою. Та після цього впродовж 2008—2015 років здобув дев'ятнадцять перемог поспіль. Серед переможених були Дмитро Кучер (Україна), Глен Джонсон (Ямайка) і Табісо Мчуну (ПАР).
29 травня 2016 року вийшов на бій за вакантний титул чемпіона світу за версією WBC у першій важкій вазі проти британця Тоні Белью і був нокаутований в третьому раунді.
16 червня 2019 року в бою проти росіянина Дмитра Кудряшова завоював титул WBC Silver у першій важкій вазі. 31 січня 2020 року в бою проти Міхала Чеслака (Польща) завоював вакантний титул чемпіона світу за версією WBC. Провів два успішних захиста проти нігерійця Оланреваджа Дуродула і Табісо Мчуну.
26 лютого 2023 року вийшов на бій проти Баду Джека (Швеція) і, двічі по ходу боя побувавши в нокдаунах, програв технічним нокаутом в дванадцятому раунді.
Після того, як у вересні Баду Джек відмовився від завойованого титулу, 4 листопада 2023 року Макабу вийшов на бій за вакантний титул чемпіона світу за версією WBC у першій важкій вазі проти Ноеля Ґевора (Німеччина). Поступаючись з перших секунд бою супернику у швидкості, конголезець опинився у другому раунді в нокдауні, а у третьому після серії пропущених ударів опинився на настилі вдруге. І хоч він зумів підвестися, рефері зупинив бій, оголосивши перемогу Ґевора технічним нокаутом.